# Toit de gazon

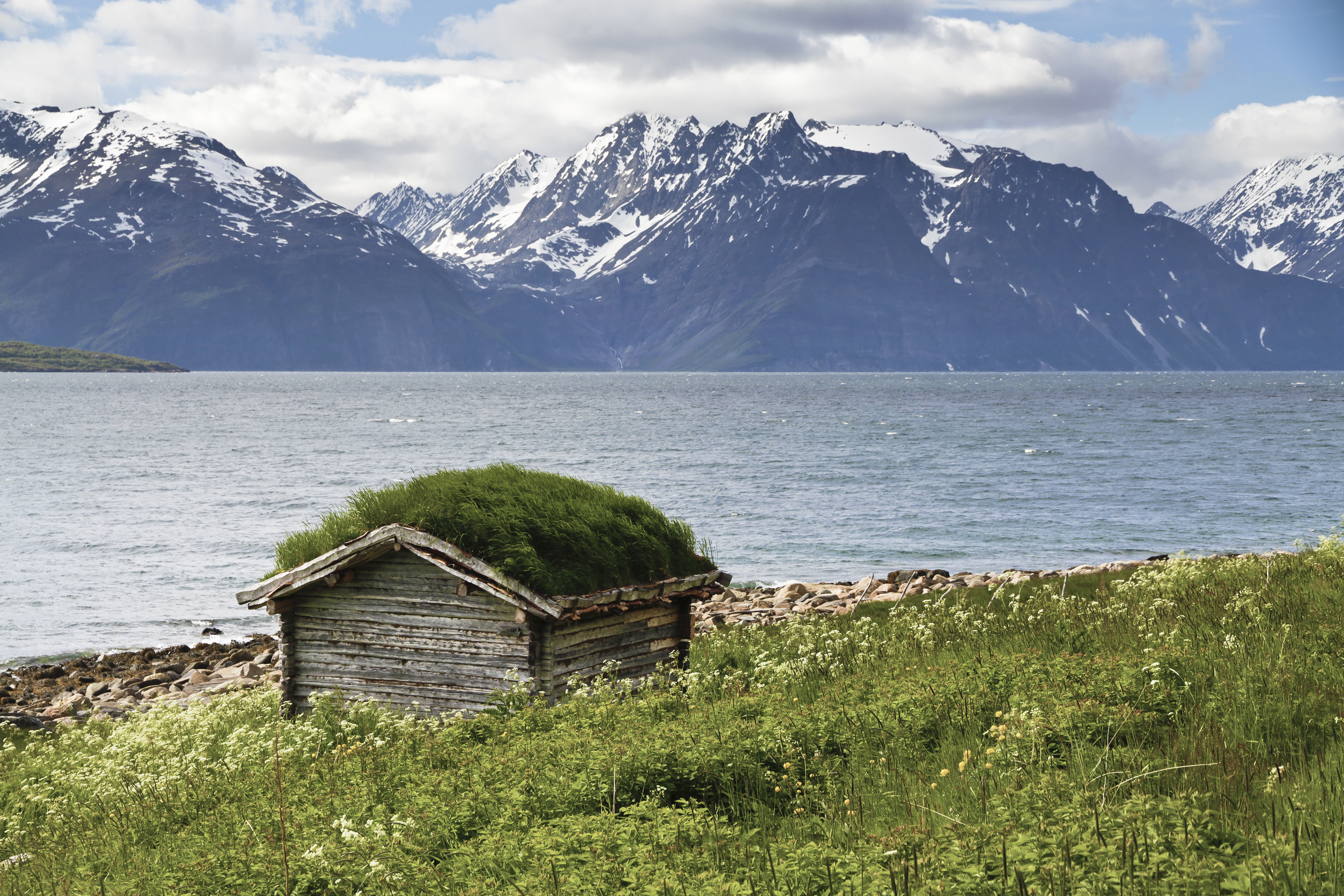
Cabane à toit de gazon au bord du fjord de Lyngen et face aux Alpes de Lyngen, dans le Nord de la Norvège.

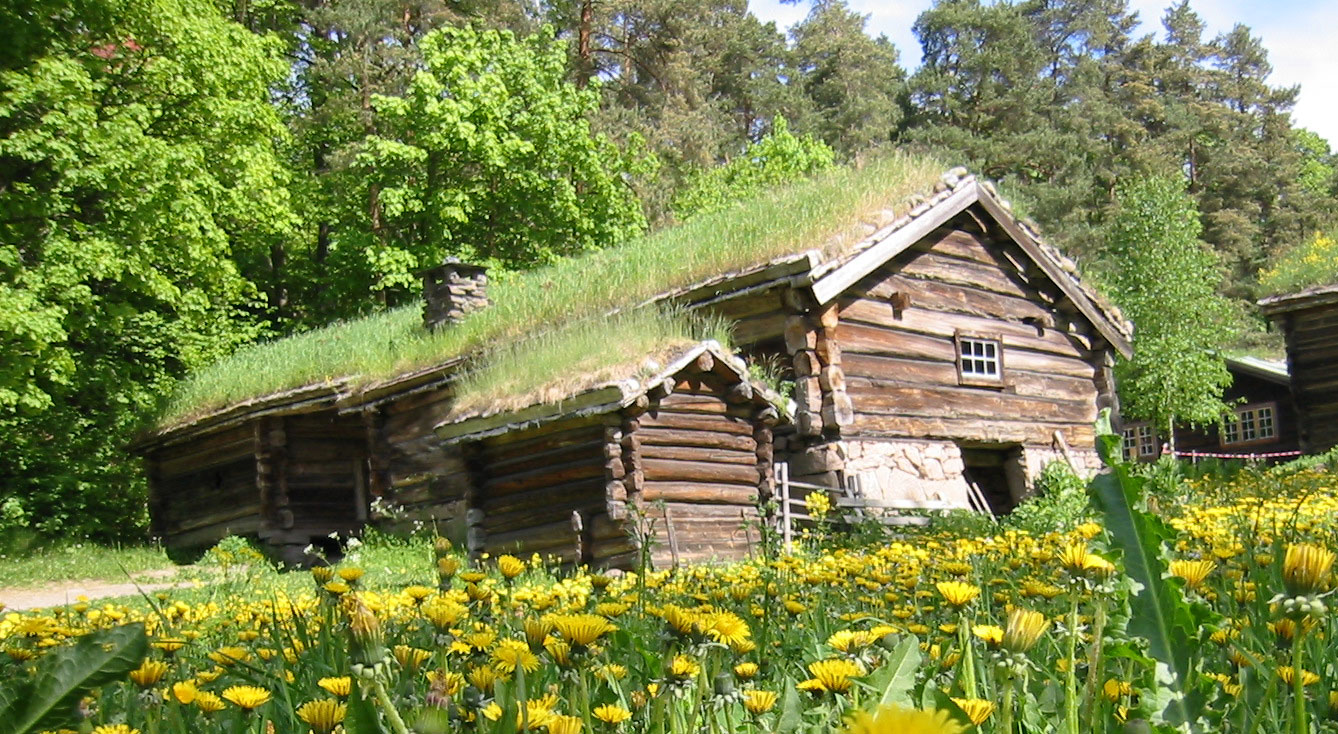
Toit de gazon sur les bâtiments en bois du Norsk Folkemuseum à Oslo

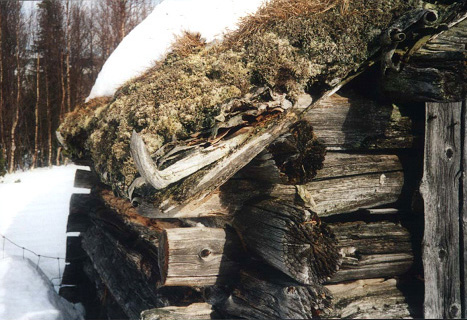
Le vieux toit de gazon en mauvais état, Hemsedal, en Norvège.

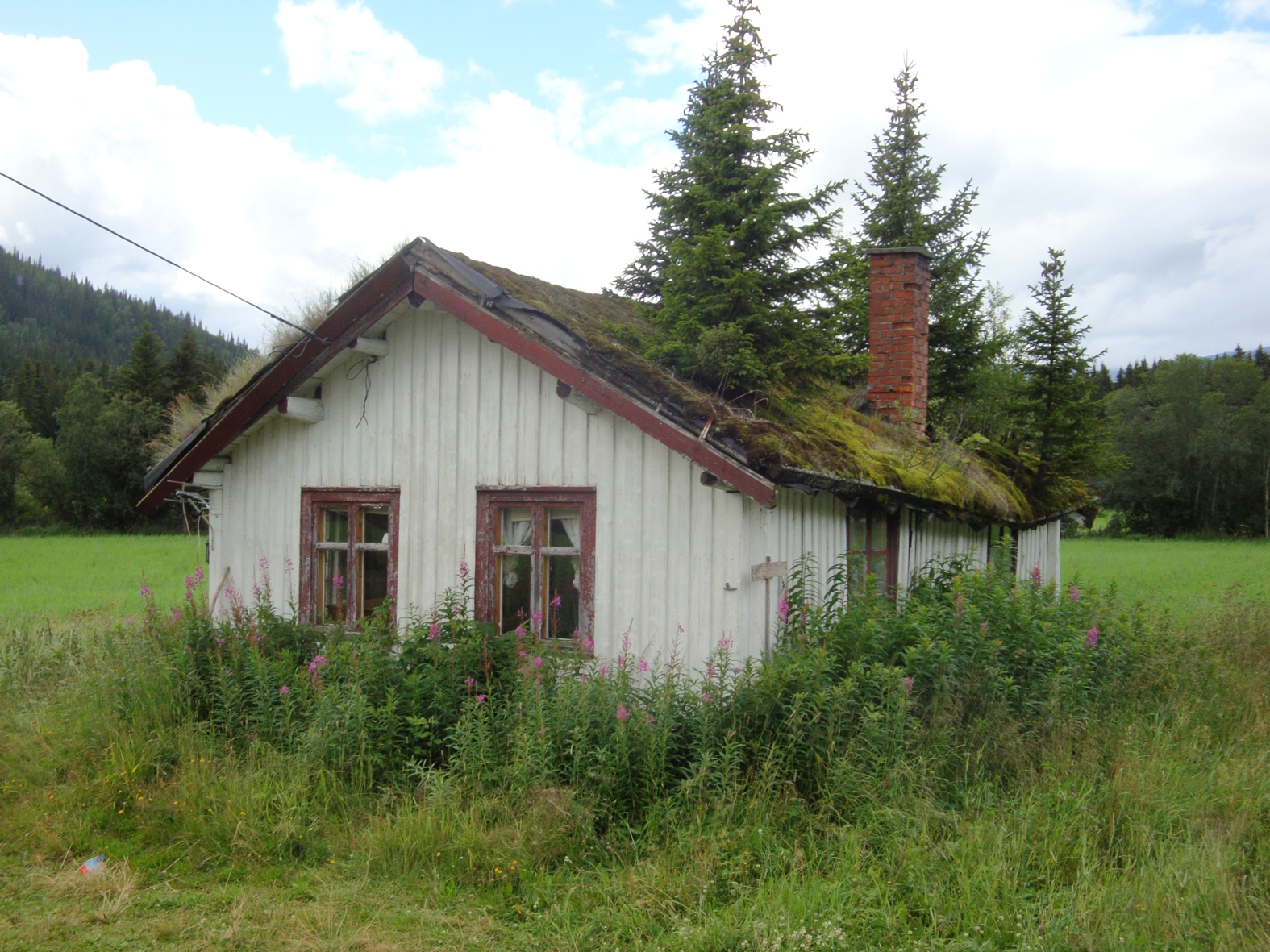
Maison à Hemsedal dans un besoin immédiat de réparation. Les arbres vont bientôt détruire le toit de gazon.

Un toit de gazon, parfois appelé toit de tourbe, est un type de toiture végétale traditionnel scandinave, composé de mottes de gazon disposées sur des couches d'écorce de bouleau répandues sur des planches de bois en pente douce. 
Jusqu'à la fin du XIXe siècle, c'est le toit le plus commun des maisons en bois rurales de Norvège et dans une grande partie du reste de la Scandinavie. Son aire de développement correspond à peu près à la distribution des techniques de construction en bois provenant de l'architecture vernaculaire de Finlande et de la péninsule scandinave. La charge d'environ 250 kg/m2 d'un toit en gazon est un avantage, car elle permet de compresser les planches et rendre les murs plus étanches aux courants d'air. En hiver, la charge totale peut ainsi augmenter de 400 ou 500 kg/m2, à cause de la neige. Le gazon est aussi un isolant raisonnablement efficace dans un climat froid. L'écorce de bouleau en dessous garantit l'étanchéité de la toiture.
Le terme « toit de gazon » est quelque peu simplificateur, l'élément actif de l'étanchéité à l'eau étant l'écorce de bouleau, le but principal du gazon étant de maintenir cette écorce. Le toit pourrait tout aussi bien s'appeler « toit en écorce de bouleau », mais son aspect extérieur gazonné est la raison pour laquelle son nom dans les langues scandinaves est en norvégien et suédois torvtak, et en islandais torfþak.
Un toit de gazon est bien adapté à l'économie de troc, car les matériaux sont omniprésents et ne coûtent rien, bien que les travaux de main-d'œuvre soient plus élevés. Cependant, un ménage typique, à une époque où les toits en gazon étaient la norme, possédait habituellement beaucoup de main-d'œuvre, et les voisins pouvaient généralement être invités à prendre part à l'opération, à l'instar de la construction de granges aux États-Unis. Le terme norvégien dugnad désigne une coutume établie dans les communautés rurales, où les grands travaux sont réalisés avec l'aide de voisins.

## Histoire

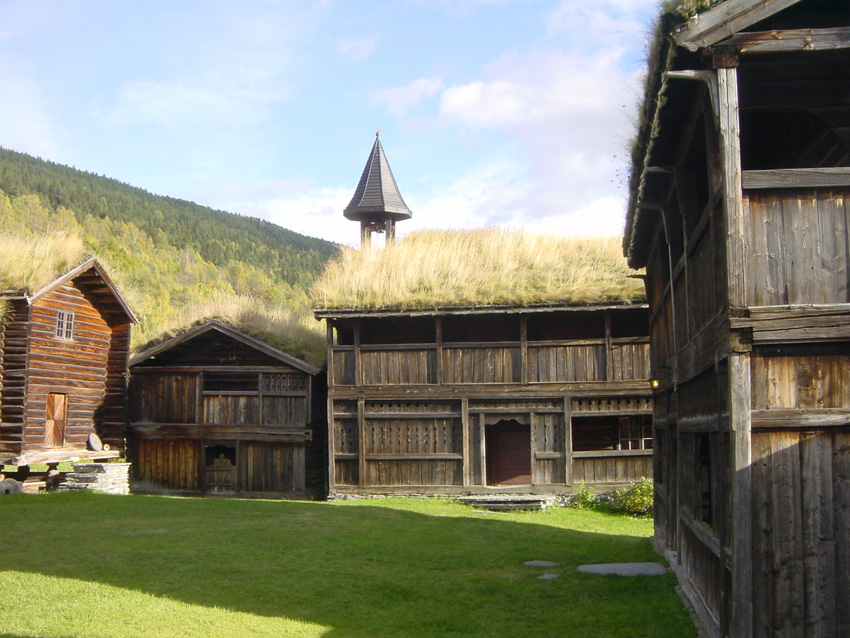
Toits en gazon sur des fermes à Gudbrandsdal en Norvège.

Les toits en Scandinavie ont probablement été couverts avec de l'écorce de bouleau et du gazon depuis la préhistoire. Pendant la période des Vikings et le Moyen Âge, la plupart des maisons ont des toits en gazon. Les églises et d'autres bâtiments avec des toits très pentus sont couverts de planches, bardeaux de bois ou de plomb. La maison traditionnelle islandaise (ou torfbær) possède un toit de gazon (voir Architecture en Islande).
Dans les zones rurales, les toits en gazon sont presque universels jusqu'au début du XVIIIe siècle. Les toits en tuiles, apparus beaucoup plus tôt dans les villes et les manoirs ruraux, ont progressivement remplacé les toits en gazon, sauf dans les parties isolées de l'intérieur des terres au cours du XIXe siècle. Les tôles ondulées en fer et d'autres matériaux industriels sont également devenus une menace pour les traditions anciennes. Mais, juste avant la disparition, les romantiques nationaux ont proclamé un renouveau des traditions vernaculaires, y compris les toits en gazon. Un nouveau marché a été ouvert par la demande pour les auberges de montagne et les maisons de vacances. Dans le même temps, les musées de plein air et le mouvement de protection du patrimoine créent une réserve pour les anciennes traditions de la construction.
À partir de ces réserves, les toits en gazon ont commencé à réapparaître comme une alternative aux matériaux modernes. L'idée plus récente de la toiture verte s'est développée indépendamment de la tradition des toits en gazon, mais pourrait bénéficier de l'expérience acquise pendant des centaines d'années en Scandinavie.

## L'écorce de bouleau

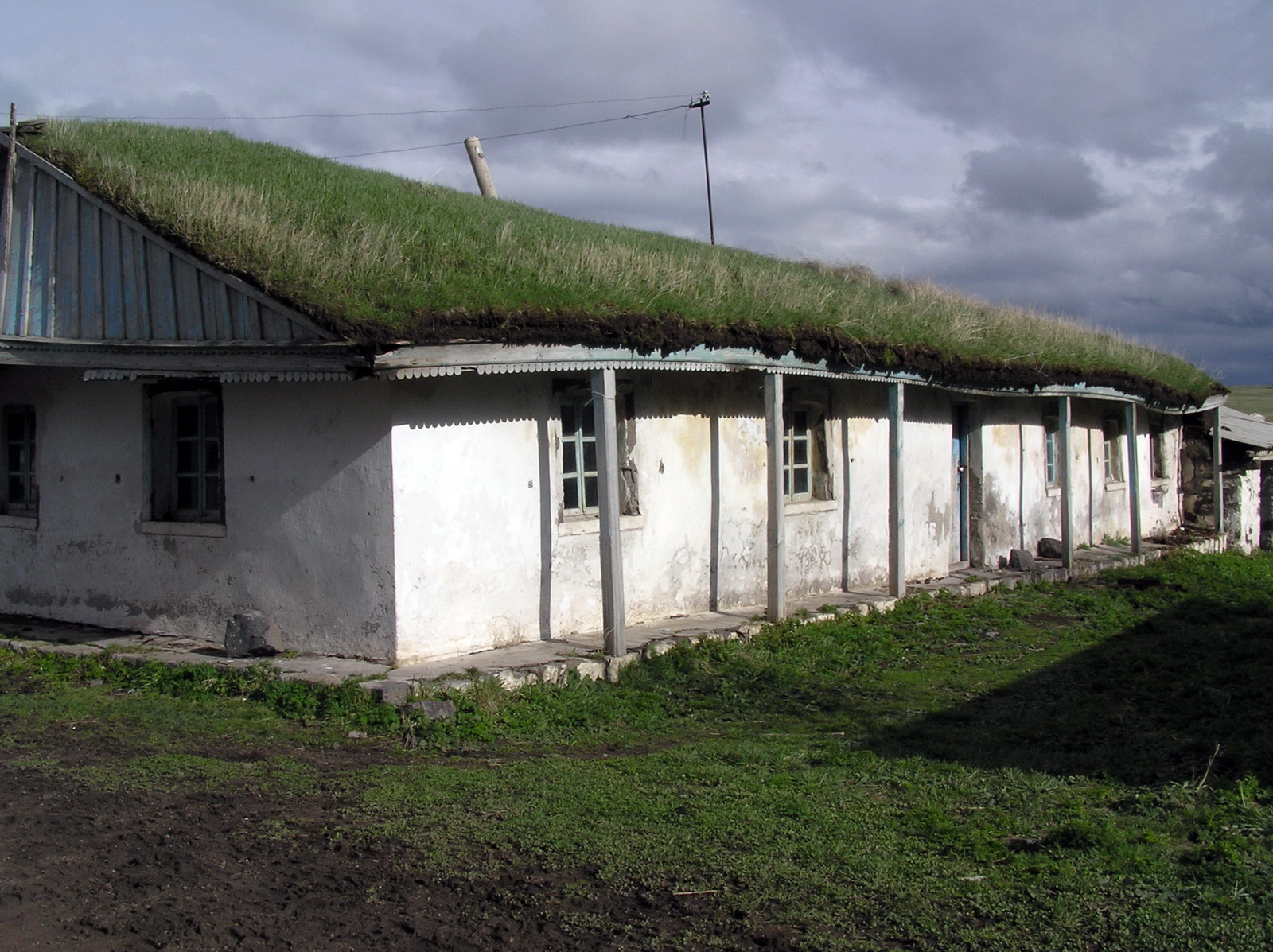
Maison doukhobor à Yefremovka, en Géorgie, avec un toit de gazon.

L'écorce de bouleau est particulièrement adaptée comme couverture du toit, car elle est solide, résistante à l'eau et assez résistante au sol pour durer pendant des générations, bien que trente ans soit la durée de vie normale d'un toit de gazon dans la plupart des endroits. Le bouleau est commun partout dans le nord de l'Europe, et son écorce est facile à obtenir à partir du tronc, au printemps ou au début de l'été, lorsque la sève circule. Une incision avec un couteau dans le sens de la longueur d'entre deux branches jusqu'en bas de l'arbre va produire une large feuille, sa longueur égale à la circonférence. De l'extérieur, la pâte feuilletée (blanc) de l'écorce est séparée de l'intérieur (vert ou marron) de la couche, le phloème. Retirer le phloème provoquerait la mort de l'arbre, mais enlever l'écorce externe ne nuit pas à l'arbre, même si la cicatrice restera pour de nombreuses années. Une nouvelle écorce plus grossière remplacera l'écorce enlevée.
Les feuilles de l'écorce doivent être stockées à plat sous pression pour éviter de se courber. Laissée seule, une feuille se pelotonne dans un rouleau serré, dans le sens inverse de la courbe naturelle du tronc.
L'écorce est posée à l'extérieur directement sur les planches du toit, sans clous ou autres moyens de fixation. Sur des planches de toit grossièrement taillées ou sciées, le frottement à lui seul maintient les couches de l'écorce de bouleau en place. Elles doivent, cependant, être lestées avec un matériel plus lourd pour les empêcher de s'enrouler ou d'être emportées par le vent. Des planches de bûches coupées en deux peuvent aussi être utilisées, mais le gazon a un avantage supplémentaire car il est un bien meilleur isolant.
Les feuilles d'écorce sont mises de l'avant-toit vers le haut, se chevauchant comme des bardeaux, et à cheval sur la crête. Six couches d'écorce de bouleau sont jugées adéquates, mais jusqu'à seize couches sont utilisées dans les toits de haute qualité. Les premières couches se projettent d'environ 8 cm le long de la corniche, où elles se courbent vers le bas autour du bord de la bordure externe pour former une gorge. Des feuilles très longues sont mises à cheval sur le faîte.

## Le gazon

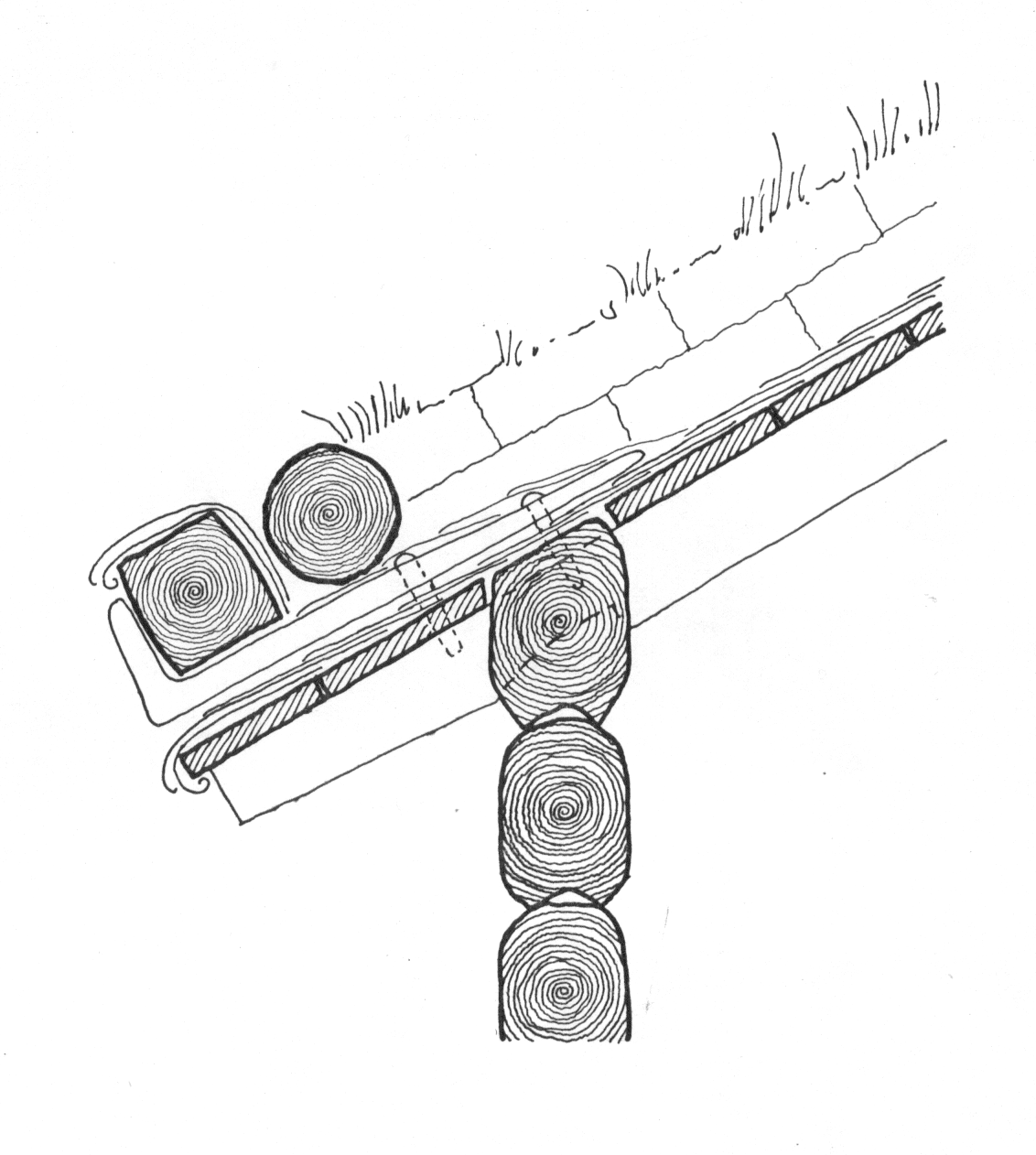
Section d'un toit en gazon traditionnel avec un « tasseau de gazon » tenue par des crochets en bois et un autre tasseau « sacrificiel » derrière.

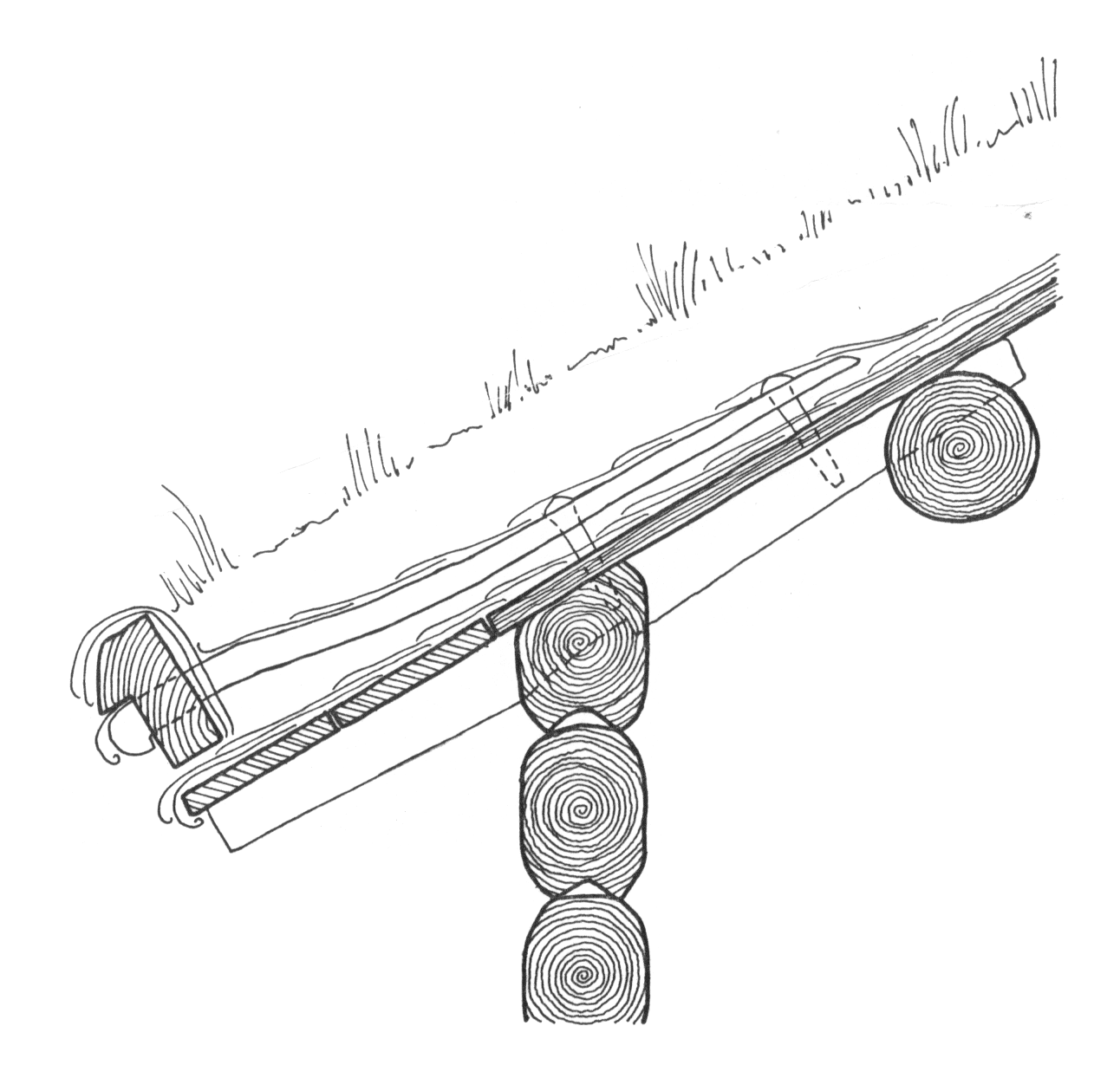
Section d'un toit en gazon de type Gudbrandsdal avec des « tasseaux de gazon » plus élaborés.

Le gazon ou la tourbe pour la toiture a été extrait de bons pâturages, de préférence avec des sols sablonneux. Une pousse naturelle de l'herbe avec un système racinaire profond était souhaitable. Le gazon est coupé en pièces faciles à porter, chacune d'environ un pied (30 cm) carré et environ 3 pouces (7,5 cm ) d'épaisseur, la moitié de l'épaisseur du revêtement. Il est hissé ou transporté sur le toit ou sur un échafaudage.
Les morceaux de gazon doivent être placés immédiatement après l'écorce de bouleau, pour la maintenir en place. Pour cette raison, le processus doit être coordonné. Deux travailleurs vont généralement coopérer sur la même bande de la toiture, assez large pour être confortablement à portée de main. L'un va disposer l'écorce, l'autre va la recouvrir de gazon.
La première couche de gazon est traditionnellement placée avec l'herbe vers le bas, car l'herbe fanée permettrait de protéger l'écorce de l'acide de l'humus et agirait comme un drain. L'herbe de la deuxième couche est orientée vers le haut pour établir une surface solide. Les racines du gazon vont finalement pénétrer la couche de fond pour créer une structure solide. Le toit terminé va ressembler, le moment venu, à une prairie fleurie.
Une épaisseur totale de 15 cm est suffisante pour faire survivre le gazon à une sécheresse estivale. Plus de 20 cm est superflu, et le poids est excessif. Si le gazon est trop peu profond, une grave sécheresse va tuer la végétation, causant l'érosion et le fluage. Une grande partie de la Scandinavie a suffisamment de précipitations pour permettre à un système racinaire de survivre occasionnellement à une période de sécheresse. Dans les régions très sèches, il était de coutume de cultiver certaines plantes résistantes à la sécheresse — notamment la Rhodiola rosea, la Ciboule et la Joubarbe des toits,.

## Support du gazon le long des gouttières
Pour rester en place, le gazon doit être pris en charge par de fortes poutres le long de la corniche. Ces tasseaux ou poutres (norvégien : torvvol) ont une grande variété de formes et de taille, en fonction de la qualité et de l'état du bâtiment, et selon la tradition locale. L'équivalent anglais du terme serait turf log.

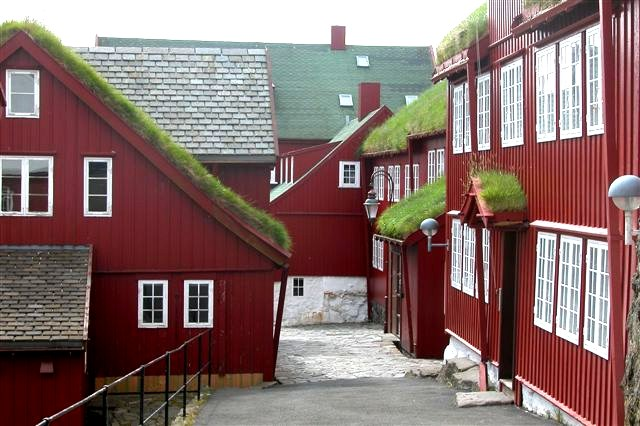
Un exemple plus citadin à Tórshavn, la capitale des îles Féroé.

Le tasseau de gazon le plus courant est une poutre de sapin déshabillée de 5 à 6 pouces de diamètre. Également, les équerres en bois de taille similaire sont assez courantes. Dans certaines régions, des madriers sont utilisés. D'autres traditions donnent à une section transversale plus élaborée comme une frise, ce qui relève plus du domaine de l'architecture.
Le tasseau de gazon est fixé sur les planches du toit et les chevrons sous-jacents avec des crochets en bois, de préférence à partir de genièvre. Les crochets sont fixés avec des chevilles en bois et recouverts par des feuilles supplémentaires d'écorce de bouleau. Les tasseaux de gazon ont également par le passé été maintenus en place par des chevrons taillés à partir de grumes avec une branche racine gardée pour former un support. Cette méthode a pour inconvénient de rendre très difficile l'entretien du toit. Lorsque les crochets sont abîmés, on peut avoir à retirer l'ensemble de la toiture pour renouveler tous les chevrons. Un dispositif de fixation plus astucieux est le kolv, un bâton de bois avec une forme élaborée, d'environ 60 cm de long, arrimé sur le toit et étendu à travers un trou dans le tasseau de gazon. Sa large tête saillante tient le tasseau en place.
L'érosion sur les côtés est, dans certains régions, empêchée au moyen de tasseaux similaires, joints parfois dans le sens de la largeur du pignon supérieur. La façon la plus commune est d'utiliser une ligne de roches recueillies dans les champs. Les bordures ne sont pas une caractéristique des anciens bâtiments en bois avec des toits de gazon, celles-ci ont été introduites pendant les XVIIe et XVIIIe siècles, grâce à l'influence de l'architecture urbaine avec des toits en tuiles.

## Toits de gazon modernes
En construction moderne de toits en gazon, le feutre de bitume de toiture combiné avec des membranes de drainage profilées en plastique est généralement utilisé à la place de l'écorce de bouleau. Le feutre de bitume de toiture est cloué au sarking et une membrane de drainage alvéolée est posée sur le dessus (alvéoles face vers le bas) pour former une couche de drainage. Le gazon est ensuite déposé sur cette couche de drainage. Les toits de gazon sont encore largement utilisés sur les cabanes récemment construites en Norvège.